# Northfield, Minnesota
Northfield är en ort i Minnesota, USA. Invånarantalet uppgick till 20 380 personer vid 2015 års folkräkning.
År 1876 besegrade stadens invånare i en eldstrid en kriminell liga som försökte råna en bank i Northfield. Ligans mest kände medlem var Jesse James. Svenskfödde Nicholas Gustafson dödades i kulregnet.
I Northfield ligger Carleton College, ett så kallat Liberal arts college.